# Paroisse Saint-Honoré de Blois
L'ancienne paroisse Saint-Honoré était une des églises de la cité médiévale de Blois, en France.

## Vocable
L'église était dédiée au patron des boulangers, à savoir le Saint Honoré. 

## Histoire

### Origines
Entre les VIe et VIIe siècles, des sanctuaires chrétiens sont établis à Blois, dont ceux de la Vierge, de Saint-Pierre, de Saint-Lubin, de Saint-Martin et de Saint-Honoré.

### Construction et évolution
L'église fut érigée vers l'an 1500 grâce au financement de Florimond Robertet, alors résidant dans son hôtel d'Alluye, dans la rue Saint-Honoré. Suivant le testament de ce-dernier, le « Père des secrétaires d'État » fut inhumé en 1532 dans la chapelle d'Alluye de l'église, en présence du roi François Ier et de la reine Éléonore.
Lorsque Blois s'affranchit de l'autorité religieuse du diocèse de Chartres en 1697, l'église passe naturellement sous la juridiction de la nouvellement construite cathédrale Saint-Louis.

### Démolition et héritage
L'église Saint-Honoré est finalement victime de la volonté des révolutionnaires à priver le clergé de ses biens matériels. L'édifice est démantelé en 1792, pendant le mandat du 2e maire élu de Blois, Paul Legros-Mouillanderie.
L'espace est depuis occupé par une large place Saint-Honoré, aujourd’hui aménagée en parking public.